# Aynsley Dunbar

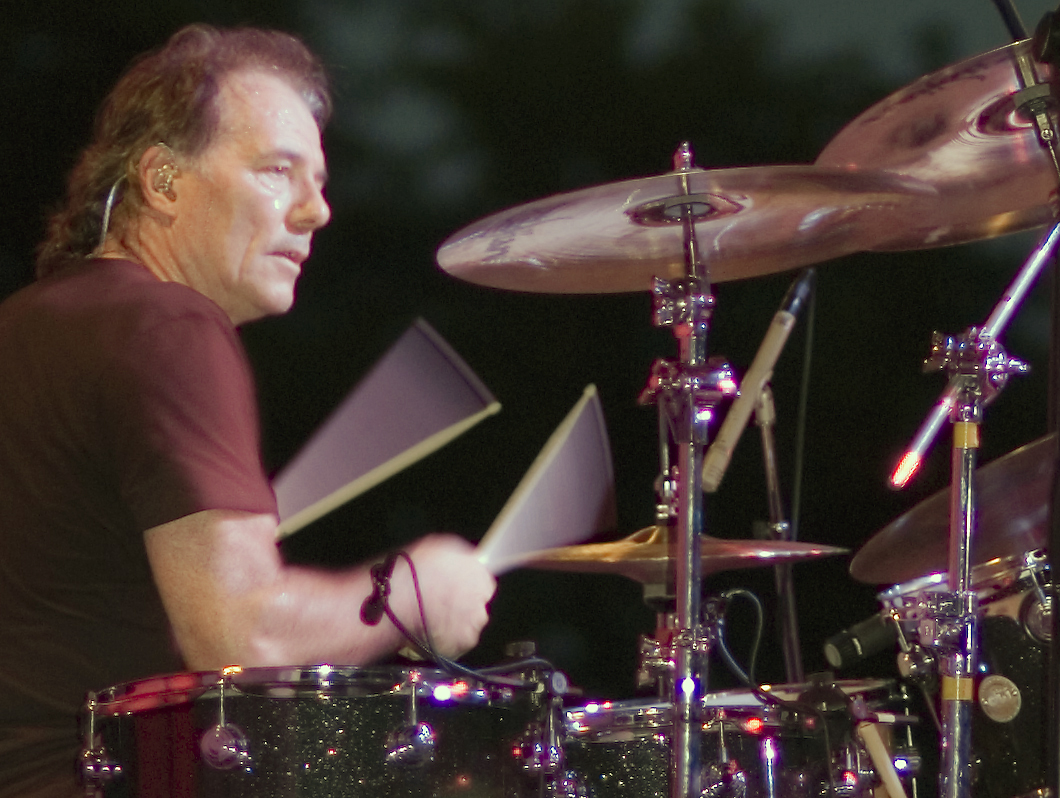
Dunbar in 2007

Aynsley Thomas Dunbar (Liverpool, 10 januari 1946) is een Engels drummer die met veel grote namen uit het rock-circuit heeft gespeeld. 
Hij begon op elfjarige leeftijd met drummen, waarna hij op vijftienjarige leeftijd zich bij de band Leo Rutherford voegde. Andere groepjes waar Dunbar de stiel leerde zijn Merseysippi Jazz Band, Derrie Wilkie and the Pressmen en (Freddie Star and the) Mojo's waarmee hij zijn eerste opnames maakte. 
in 1966 speelt hij samen met Steve Winwood en John McVie als het Rhythm and Blues Quartet. 
In september 1966 kreeg hij meer bekendheid nadat hij zijn intrede deed bij John Mayall's Bluesbreakers met Peter Green en John McVie (beiden later stichters van Fleetwood Mac. 
Daarna stapte hij over naar de Jeff Beck Group. Na een ontmoeting met Frank Zappa in België werd hij uitgenodigd om naar Amerika te komen, waar hij toetrad tot de band Mothers of Invention, al bleef Dunbar een veelvuldig gevraagd sessiedrummer.
Later kwam hij in aanraking met Neal Schon, die bij Santana als gitarist gespeeld had, met wie hij de groep Journey vormde, waar hij bleef van 1973 tot 1978.
In 1979 trad Dunbar toe tot Jefferson Starship, dit tot 1982. 
Van 1985 tot 1987 werkt Dunbar mee aan het best verkochte album van de groep Whitesnake, live zal hij er echter nooit mee optreden.
De supergroepen volgen elkaar op met Damn Yankees (met Ted Nugent), Mogg/Way, UFO (rockband)

## Discografie
- 1963 - Stu James & the Mojos - Stu James & the Mojos
- 1966 - Champion Jack Dupree - From New Orleans to Chicago
- 1967 - Eddie Boyd - Eddie Boyd & His Blues Band
- 1967 - John Mayall & the Bluesbreakers - Hard Road
- 1968 - Jeff Beck - Tallyman & Rock My Plimsoul
- 1968 - Michael Chapman - Rainmaker
- 1969 - Aynsley Dunbar's Retaliation - Aynsley Dunbar Retaliation
- 1969 - Aynsley Dunbar's Retaliation - Doctor Dunbars Prescription
- 1969 - Aynsley Dunbar's Retaliation - To Mum from Aynsley and the Boys
- 1969 - Donovan - Barabajagal
- 1969 - John Mayall & the Bluesbreakers - Looking Back
- 1969 - John Mayall & the Bluesbreakers - So Many Roads
- 1969 - Mothers of Invention - Uncle Meat
- 1970 - Aynsley Dunbar's Retaliation - Remains to Be Heard
- 1970 - Aynsley Dunbar - Blue Whale
- 1970 - Frank Zappa - Chunga's Revenge
- 1971 - John Mayall & the Bluesbreakers - Thru The Years
- 1971 - Mothers of Invention - Fillmore East: June 1971
- 1971 - Shuggie Otis - Freedom Flight
- 1971 - Frank Zappa - 200 Motels
- 1972 - Flo & Eddie - Phlorescent Leech and Eddie
- 1972 - John Lennon - Sometime in New York City
- 1972 - Mothers of Invention - Just Another Band from LA
- 1972 - Frank Zappa - Waka/Jawaka
- 1973 - David Bowie - Pin Ups
- 1973 - Flo & Eddie - Flo & Eddie
- 1973 - Alexander Harvey - Souvenirs
- 1973 - Lou Reed
- 1973 - Various Artists - History of British Blues
- 1973 - Frank Zappa - The Grand Wazoo
- 1974 - David Bowie - Diamond Dogs
- 1974 - Flo & Eddie - Illegal, Immoral and Fattening
- 1974 - Herbie Mann - London Underground
- 1974 - Kathi McDonald - Insane Asylum
- 1974 - Mick Ronson - Slaughter on Tenth Avenue
- 1974 - Frank Zappa - Apostrophe
- 1975 - Journey - Journey
- 1975 - Nils Lofgren - Nils Lofgren
- 1975 - Mick Ronson - Play Don't Worry
- 1976 - Sammy Hagar - Nine on a Ten Scale
- 1976 - Ian Hunter - All American Alien Boy
- 1976 - Journey - Look into the Future
- 1976 - Nils Lofgren - Cry Tough
- 1977 - Michael Chapman - Lived Here
- 1977 - Journey - Next
- 1978 - Journey - Infinity
- 1979 - Jefferson Starship - Freedom at Point Zero
- 1979 - Journey - In the Beginning
- 1981 - Jefferson Starship - Modern Times
- 1982 - Jefferson Starship - Winds of Change
- 1983 - Paul Kantner - Planet Earth R'n'R Orchestra
- 1986 - Keith Emerson - Best Revenge
- 1986 - Frank Zappa - Apostrophe/Overnite Sensation
- 1987 - Flo & Eddie - Best of Flo & Eddie
- 1987 - Whitesnake - Whitesnake 1987
- 1988 - Journey - Greatest Hits
- 1988 - Various Artists - Raw Blues
- 1988 - Frank Zappa - You Can't Do That on Stage Anymore (Sampler)
- 1988 - Frank Zappa - You Can't Do That on Stage Anymore, Vol 1
- 1989 - David Bowie - Sound + Vision
- 1989 - Frank Zappa - You Can't Do That on Stage Anymore, Vol 3
- 1990 - David Bowie - Changesbowie
- 1990 - David Bowie - Growin Up
- 1991 - Jeff Beck - Beckology
- 1991 - Jefferson Starship - Starship's Greatest Hits: Ten Years
- 1991 - Frank Zappa - Freaks & Motherfu*%!!@
- 1992 - Journey - Time 3
- 1992 - John Mayall - London Blues (1964-1969)
- 1992 - Yoko Ono - Ono Box
- 1992 - Reed, Lou - Between Thought and Expression
- 1992 - Frank Zappa - At the Circus
- 1992 - Frank Zappa - Disconnected Synapses
- 1992 - Frank Zappa - Playground Psychotics
- 1992 - Frank Zappa - Swiss Cheese/Fire
- 1992 - Frank Zappa - Tengo Na Minchia Tanta
- 1992 - Frank Zappa - You Can't Do That on Stage Anymore, Vol 6
- 1993 - Tony Spinner - Saturn Blues
- 1993 - Pat Travers  - Just a Touch
- 1993 - Various Artists - Hats off to Stevie Ray Vaughan
- 1993 - Various Artists - LA Blues Authority: Fit for a King
- 1994 - Blues Bureau - Music from the Better Blues Bureau
- 1994 - Pat Travers  - Blues Magnet
- 1994 - Various Artists  - Songs From The Better Blues Bureau
- 1994 - Whitesnake - Whitesnakes's Greatest Hits
- 1995 - Ava Cherry - People from Bad Homes
- 1995 - Little John Chrisley - Little John Chrisley
- 1995 - Champion Jack Dupree - Home
- 1995 - Herbie Mann - Evolution of Mann: The Herbie Mann Anthology
- 1995 - Various Artists - All Day Thumbsucker Revisited
- 1995 - Frank Zappa - Strictly Commercial
- 1996 - Frank Zappa - The Lost Episodes
- 1997 - Mogg/Way - Edge of the World
- 1997 - Pat Travers - Best of the Blues Plus Live
- 1997 - Eric Burdon & the I Band - Official Live Bootleg, Vol 1
- 1998 - Journey - Escape/Frontiers/Infinity
- 1998 - John Mayall - As it All Began: The Best of John Mayall
- 1998 - Mothers Army - Fire on the Moon (enkel Japan)
- 1998 - Mick Ronson - Main Man
- 1998 - Various Artists - Heard It on the Radio: FM Hits, Vol 1.
- 1999 - Nils Lofgren - Ultimate Collection
- 1999 - Michael Schenker - Adventures of the Imagination
- 1999 - Various Artists - Not the Same Old Song & Dance: Aerosmith Tribute
- 1999 - Frank Zappa - Son of Cheep Thrills
- 2000 - All Day Thumb Sucker - All Day Thumbsucker
- 2000 - Eric Burdon & the I Band - Official Live Bootleg, Vol 2
- 2000 - Eric Burdon & the New Animals - Eric Burdon & the New Animals
- 2000 - Aynsley Dunbar - Joy to the World
- 2000 - Ian Hunter - Once Bitten Twice Shy
- 2000 - Rod Stewart - 1964-1969
- 2000 - Michael Schenker - Adventures of the Imagination
- 2000 - UFO (band) - Covenant
- 2000 - Tribute to Van Halen - Little guitars
- 2001 - Tribute to Metallica - Metallic Assault
- 2002 - UFO (band) - Sharks
- 2003 - Pat Travers Power Trio - Pat Travers Power Trio
- 2004 - Leslie West - Blues to die for
- 2004 - Tribute to Kiss - Spin the bottle
- 2005 - Schenker/Pattison Summit - The endless Jam continues
- 2005 - Jake E. Lee - Retraced
- 2011 - Frank Zappa - Carnegie Hall

- Bibsys: 8082459
- Bibliothèque nationale de France: cb139934077 (data)
- Gemeinsame Normdatei: 129382868
- International Standard Name Identifier: 0000 0000 7838 9715
- Library of Congress Control Number: n91071707
- MusicBrainz: ff384c3c-e31c-478e-8de0-44b5400f4854
- Nationale Bibliotheek van Tsjechië: xx0036743
- SNAC: w6jm6pmm
- Virtual International Authority File: 5127549
- WorldCat: E39PBJx8BXJTt3yG9d3TdWXjmd